# Club at the End of the Street
«Club at the End of the Street» (en español: «El club al final de la calle») es una canción del cantante británico Elton John, perteneciente a su álbum Sleeping with the Past.

## Argumento
La canción describe una noche entre dos enamorados en un club nocturno de una pequeña ciudad.  
Este tema entró en el listado de los 20 mayores hits del momento en los Estados Unidos, a mediados de 1990. En Dinamarca, donde fue grabado el álbum, alcanzó el puesto número uno y es todavía considerado uno de los mayores éxitos de Elton John en dicho país.

## Créditos
- Guy Babylon: teclados
- Vince Denham: saxofón
- Elton John: piano eléctrico Roland, voz
- Davey Johnstone: guitarra acústica, voz secundaria
- Fred Mandel: guitarra eléctrica, órgano
- Jonathan Moffett: tambores
- Romeo Williams: bajo

## Posicionamiento
| Listas (1990)                               | Mejor posición |
| ------------------------------------------- | -------------- |
| Australia                                   | 19             |
| Austria                                     | 30             |
| Francia                                     | 24             |
| Alemania                                    | 45             |
| Irlanda                                     | 27             |
| Reino Unido                                 | 47             |
| Billboard Hot 100 (EE. UU.)                 | 28             |
| Billboard Hot Adult Top 40 Tracks (EE. UU.) | 2              |